# Audi R8R
El Audi R8R fue un sport prototipo diseñado y construido por Audi para competir en las 24 Horas de Le Mans 1999. Fue sustituido por el Audi R8 LMP en el 2000.[cita requerida]

## Desarrollo
Audi nunca había participado en las 24 Horas de Le Mans. El proyecto del R8 inició en 1997 cuando Audi inició los trámites para ingresar a esta carrera. En un principio desarrollaron dos coches: un cupé en el Reino Unido; y un roadster de origen alemán conocidos como R8C y R8R, respectivamente.
El primer prototipo fue desarrollado en 1998, presentando un coche de cabina abierta. Sin embargo, carecía de algunas de las necesidades prácticas para las carreras de autos deportivos.[cita requerida]
El Audi R8R hizo su debut en las 12 Horas de Sebring en marzo de 1999, cuando dos autos corrieron bajo la bandera del Audi Sport Team Joest Racing.[cita requerida]
Los R8R demostraron una  impresionante fiabilidad, alcanzando el tercer y cuarto lugar, a pesar de que el 307 necesitó tres cambios de transmisión para llegar a la meta.